# Tert-butyldiphénylsilyle

Le radical t-butyldiphénylsilyle ou TPS, est un groupe protecteur pour les alcools. Sa formule moléculaire est (C6H5)2[(CH3)3C]Si– ou C16H19Si-.

tert-butyldiphénylsilyle